# SJ L5p
Die Tenderlokomotiven der schwedischen Dampflokomotivbaureihe L5p wurden zwischen 1893 und 1903 von den Lokomotivfabriken  Nydqvist och Holm, Motala Verkstad und Kristinehamns mekaniska verkstad für verschiedene Privatbahnen beschafft.
Sie hatten die Achsfolge 1 C und wurden erst nach der Verstaatlichung der jeweiligen Eigentümergesellschaften im Rahmen der Allgemeinen Eisenbahnverstaatlichung in Schweden bei Statens Järnvägar in diese Baureihe eingereiht.

## SJ S5p
Mit einer Baureihenänderung wurden die bis 1948 in der Baureihe L5p geführten Lokomotiven 3012–3018 wie alle später übernommenen Lokomotiven mit der neuen Baureihe S5p bezeichnet.

## ULB 1–4
Die vier Lokomotiven ULB 1–4 wurden 1893/94 von Nydqvist och Holm in Trollhättan für die rund 90 Kilometer lange Lelångenbana (Uddevalla–Lelångens Järnväg) geliefert. Als die ULB am 1. Juli 1940 verstaatlicht wurde, erhielten die Lokomotiven die Nummern L5p 3012–3015. Nach der Verlagerung des größten Anteils des Güterverkehrs durch SJ auf normalspurige Strecken wurden zwischen Bengtsfors und Bäckefors 1958 Bedarfsgüterzüge eingeführt. Am 28. Mai 1960 fuhr der letzte Schienenbus ab Bengtsfors Västra südwärts.
Die L5p 3013 wurde 1946 ausgemustert, die umgezeichnete S5p 3013 folgte 1955, die beiden anderen Lokomotiven dann 1958.

## FJ 4, 5, 7
Die drei Lokomotiven FJ 4 und 5 wurden 1899 als HALLAND und WESTERGÖTLAND sowie die FJ 7 1905 ohne Namen für die über 100 Kilometer lange Bahnstrecke Falkenberg–Limmared der Falkenbergs Järnväg von Nydqvist och Holm in Trollhättan geliefert. Als die FJ am 1. Juli 1940 verstaatlicht wurde, erhielten die Lokomotiven die Betriebsnummern L5p 3016–3018, ab 1948 S5p 3016–3018.
Wegen der finanziellen Verluste wurde am 1. November 1959 der gesamte Verkehr bis auf den Personenverkehr zwischen Axelfors und Älvsered, der wegen der schlechten Straßen bis zum 1. Mai 1961 fortgesetzt wurde, eingestellt. Der Abriss der Strecke begann unmittelbar nach dem letzten Zug und wurde Ende 1961 abgeschlossen.
S5p 3016 wurde 1954 ausgemustert, die beiden anderen Lokomotiven folgten 1958.

## KBJ 1
Die Lokomotive KBJ 1 wurde 1896 von Nydqvist och Holm in Trollhättan für die 77 Kilometer lange Bahnstrecke Kalmar–Berga, die von der Föreningen för Kalmar läns östra järnvägs byggand betrieben wurde, geliefert. Ab 1915 war sie bei verschiedenen anderen Gesellschaften eingesetzt und wurde 1948 mit Verstaatlichung der Klintehamn–Roma Järnväg als KlRJ 3 "THOR" in den Bestand von Statens Järnvägar übernommen. Sie erhielt die Nummer S5p 3074.
Die Ausmusterung der Lok erfolgte 1948.

## VGJ 1–4
Die vier Lokomotiven VGJ 1–4 wurden für die am 1. Januar 1900 eröffnete 130 km lange Bahnstrecke Göteborg–Skara der Västergötland–Göteborgs järnvägsaktiebolag bereits in der Bauphase 1898 von Motala Verkstad in Motala geliefert. Später wurden sie auf anderen Strecken in dem großen Netz, das die Gesellschaft im Laufe der Jahre meist durch Zukäufe betrieb, eingesetzt. Als die VGJ am 1. Juli 1948 verstaatlicht wurde, erhielten die Lokomotiven die Nummern S5p 3091–3094.
SJ verfolgte die ehemaligen Pläne von VGJ weiter, den Großteil des Verkehrs mit Motorlokomotiven durchzuführen. 1954 wurde eine Reihe der neuen Diesellok-Type Tp geliefert, die sehr schnell die Dampflokomotiven ersetzten. Ende der 1950er Jahre waren Dampflokomotiven praktisch nicht mehr im Einsatz, sie waren von den Tp-Lokomotiven im Güterzugverkehr und durch Triebwagenzüge im Reisezugverkehr ersetzt worden. Die Ausmusterung von S5p 3093 erfolgte 1953, die von S5p 3091 1955 und die von S5p 3092 1956.
Erhalten blieb S5p 3094. Die Lok wurde 1950 in Kalmar Verkstad modernisiert und umgebaut. Sie stand bis zum Oktober 1957 in Växjö im Einsatz und wurde danach abgestellt. Von 1959 bis 1961 war sie in mehreren Zeitabschnitten in Katrinefors im Einsatz. Zwischen 1962 und 1994 stand sie als Denkmal in Hjo. Am 7. Dezember 1994 wurde sie für die Museumsbahn Skara–Lundsbrunn nach Skara gebracht und zur Instandsetzung zerlegt. Am 28. Mai 1997 wurde sie erstmals wieder unter Dampf gesetzt, am 29. August 1997 nach Lundsbrunn überführt und 2009 als erste Lok der SkLJ in Betrieb genommen.

## SAJ 1–2
Die zwei Lokomotiven SAJ 1–2 wurden für die am 6. März 1904 eröffnete 21 km lange Bahnstrecke Sköve–Axvall der Skövde–Axvalls Järnvägsaktiebolag 1903 als SKÖVDE und AXVALL von Motala Verkstad in Motala geliefert.

### LSSJ 7", 47, 48"
SAJ 2 (AXVALL) wurde 1909 an Lidköping–Skara–Stenstorps Järnväg abgegeben und dort als LSSJ 7" bezeichnet. 1916 erfolgte die Umzeichnung in LSSJ 47. Sie war ab 1919 im Betrieb der Västergötland–Göteborgs järnvägsaktiebolag, wurde intern als VGJ 47 bezeichnet, jedoch bis zur Übernahme durch SJ nicht mit der Eigentumskennzeichnung der VGJ versehen.
SAJ 1 (SKÖVDE) kam am 5. Mai 1935 mit Übernahme der SAJ durch die LSSJ zur Tochtergesellschaft der VGJ, der Lidköping–Skara–Stenstorps Järnväg und erhielt die Bezeichnung LSSJ 48". Bei der VGJ wurde sie unter der gleichen Betriebsnummer geführt.
Später wurden sie auf anderen Strecken im großen Netz der Västergötland–Göteborgs järnvägsaktiebolag, das die Gesellschaft im Laufe der Jahre meist durch Zukäufe betrieb, eingesetzt. Als die VGJ am 1. Juli 1948 verstaatlicht wurde, wurden die Lokomotiven wie folgt umgezeichnet: LSSJ 48" wurde S5p 3097 und  LSSJ 47 wurde S5p 3096. Beide wurden 1955 noch vor der Stilllegung ihrer Stammstrecke ausgemustert.

## HWJ 17, 19
Die zwei Lokomotiven HWJ 17 und 19 wurden für die 1879 eröffnete Bahnstrecke Hultsfred–Västervik der  Hultsfred–Västerviks Järnvägsaktiebolag (HWJ) 1899 und 1901 von Kristinehamns mekaniska verkstad in Kristinehamn geliefert.

### NVHJ 11, 12
1914 wurde die Strecke von der angrenzenden Västervik–Åtvidaberg–Bersbo järnvägsbolaget (VÅBJ) gekauft und 1924 bildete diese Gesellschaft mit der Norsholm–Bersbo Järnväg (NBJ) die Norsholm–Västervik–Hultsfreds Järnvägar (NVHJ). Dort bekamen die Lokomotiven die neuen Nummern NVHJ 11 und NVHJ 12. Als die NVHJ 1949 verstaatlicht wurden, erhielten die beiden Lokomotiven die Bezeichnungen S5p 3137 und S5p 3138, Bereits ein Jahr später wurde S5p 3137 ausgemustert, S5p 3138 folgte 1958.

## Übersicht
| Nummer | Hersteller                                     | Nr. / Baujahr | Gesellschaft                                      | Nr.    | Übernahme durch SJ | Ausmusterung | Besonderes |
| ------ | ---------------------------------------------- | ------------- | ------------------------------------------------- | ------ | ------------------ | ------------ | --- |
| 3012   | Nydqvist och Holm, Trollhättan                 | 381 / 1893    | Uddevalla-Lelångens järnväg                       | ULB 1  | 1940               | 1946         | L5p 3012 |
| 3013   | Nydqvist och Holm, Trollhättan                 | 382 / 1893    | Uddevalla-Lelångens järnväg                       | ULB 2  | 1940               | 1955         | bis 1948 Baureihe L5p |
| 3014   | Nydqvist och Holm, Trollhättan                 | 386/ 1894     | Uddevalla-Lelångens järnväg                       | ULB 3  | 1940               | 1958         | bis 1948 Baureihe L5p |
| 3015   | Nydqvist och Holm, Trollhättan                 | 398/ 1894     | Uddevalla-Lelångens järnväg                       | ULB 4  | 1940               | 1958         | bis 1948 Baureihe L5p |
| 3016   | Nydqvist och Holm, Trollhättan                 | 539/ 1899     | Falkenbergs Järnväg                               | FJ 4   | 1940               | 1954         | bis 1948 Baureihe L5p, HALLAND |
| 3017   | Nydqvist och Holm, Trollhättan                 | 540/ 1899     | Falkenbergs Järnväg                               | FJ 5   | 1940               | 1960         | bis 1948 Baureihe L5p, WESTERGÖTLAND |
| 3018   | Nydqvist och Holm, Trollhättan                 | 776/ 1905     | Falkenbergs Järnväg                               | FJ 7   | 1940               | 1960         | bis 1948 Baureihe L5p |
| 3074   | Nydqvist och Holm, Trollhättan                 | 452/ 1896     | Föreningen för Kalmar läns östra järnvägs byggand | KBJ 1  | 1948               | 1954         | KBJ 1 "THOR", 1915 an Mönsterås nya Järnvägsaktiebolag für die Bahnstrecke Mönsterås–Växjö MÅJ 1, 1924 an Sydvästra Gotlands Järnväg, SGJ 1 "HABLINGBO". 1927 wurde SGJ von Klintehamn–Roma Järnväg übernommen, KlRJ 3 "THOR". Bei der Verstaatlichung der KlRJ 1948 S5p 3074 |
| 3091   | Motala Verkstad, Motala                        | 190/ 1898     | Västergötland–Göteborgs järnvägsaktiebolag        | VGJ 1  | 1948               | 1955         | |
| 3092   | Motala Verkstad, Motala                        | 191/ 1898     | Västergötland–Göteborgs järnvägsaktiebolag        | VGJ 2  | 1948               | 1956         | |
| 3093   | Motala Verkstad, Motala                        | 192/ 1898     | Västergötland–Göteborgs järnvägsaktiebolag        | VGJ 3  | 1948               | 1953         | |
| 3094   | Motala Verkstad, Motala                        | 193/ 1898     | Västergötland–Göteborgs järnvägsaktiebolag        | VGJ 4  | 1948               | 1961         | Erhalten, seit 1994 bei der Museumsbahn Skara–Lundsbrunn |
| 3096   | Motala Verkstad, Motala                        | 302/ 1903     | Skövde–Axvalls Järnväg                            | SAJ 2  | 1948               | 1955         | AXVALL, 1909 an Lidköping–Skara–Stenstorps Järnväg LSSJ 7", 1916 LSSJ 47 (VGJ), ab 1919 im Betrieb der Västergötland–Göteborgs Järnvägar (VGJ bis zur Übernahme durch SJ nicht angeschrieben), 1948 SJ S5p 3096                                                               |
| 3097   | Motala Verkstad, Motala                        | 301/ 1902     | Skövde–Axvalls Järnväg                            | SAJ 1  | 1948               | 1955         | SKÖVDE, 1935 an Lidköping–Skara–Stenstorps Järnväg LSSJ 48" (VGJ), 1948 SJ S5p 3097 |
| 3137   | Kristinehamns mekaniska verkstad, Kristinehamn | 65/ 1899      | Hultsfred–Västerviks Järnväg                      | HWJ 17 | 1949               | 1950         | 1924 NVHJ 11 |
| 3138   | Kristinehamns mekaniska verkstad, Kristinehamn | 75/ 1901      | Hultsfred–Västerviks Järnväg                      | HWJ 19 | 1949               | 1958         | 1924 NVHJ 12 |